# Ipomoea richardsiae
Ipomoea richardsiae är en vindeväxtart som beskrevs av Bernard Verdcourt. Ipomoea richardsiae ingår i släktet praktvindor, och familjen vindeväxter. Inga underarter finns listade i Catalogue of Life.